# Сераково (Пшасниський повіт)
Сераково (пол. Sierakowo) — село в Польщі, у гміні Пшасниш Пшасниського повіту Мазовецького воєводства.
Населення — 225 осіб (2011).
У 1975-1998 роках село належало до Остроленцького воєводства.

## Демографія
Демографічна структура станом на 31 березня 2011 року:
|          | Загалом | Допрацездатний вік | Працездатний вік | Постпрацездатний вік |
| -------- | ------- | ------------------ | ---------------- | -------------------- |
| Чоловіки | 109     | 24                 | 75               | 10                   |
| Жінки    | 116     | 27                 | 64               | 25                   |
| Разом    | 225     | 51                 | 139              | 35                   |